# Phytocoris confluens
Phytocoris confluens är en insektsart som beskrevs av Reuter 1909. Phytocoris confluens ingår i släktet Phytocoris och familjen ängsskinnbaggar. Inga underarter finns listade i Catalogue of Life.